# Венецианское гетто
Венецианское Гетто (итал. Ghetto di Venezia) — изолированный каналами участок земли в районе Каннареджо в Венеции.
Евреи появились в Венеции в конце XI века и селились в основном на острове Джудекка. Еврейский квартал Венеции впервые упомянут в документах, относящихся к 1090 г.; в 1152 г. в нём было 1,3 тыс. жителей. После XIII в. в Венецию переселилось значительное число евреев из Леванта и ашкеназов Германии. Многие евреи и марраны, изгнанные из Испании (1492) и из Португалии (1497), нашли убежище в Венеции (последние, впрочем, были затем изгнаны). Среди изгнанников, нашедших здесь убежище, был Ицхак Абраванель.
В 1516 году, по требованию папы об изгнании евреев из Венеции, Совет Десяти принял компромиссное решение поселить их всех на острове в районе Каннареджо, известном как Ghetto Nuovo — «новая плавильня» или «новая литейная». В дальнейшем название стало использоваться и в других городах (см. гетто) для обозначения еврейских кварталов. В 1528 году основана Скуола-Гранде-Тедеска, а 1532 году Кантонская синагога — старейшие венецианские синагоги.
Венецианское Гетто окружено каналами и связано с остальной Венецией тремя мостами, которые вечером закрывались воротами. Евреям, за исключением врачей, было запрещено покидать Гетто ночью, охрану ворот и окружающих каналов несла христианская стража. Со временем евреям было разрешено покидать Гетто в специальных головных уборах и со знаками отличия жёлтого цвета. Запрет на профессии для евреев не распространялся на мануфактуру, ростовщичество и медицину. Также евреям запрещалось иметь недвижимость. Поскольку евреям не разрешалось заниматься изобразительными искусствами, синагоги в Гетто проектировались христианскими архитекторами.
Увеличивающаяся численность евреев в Гетто привела к постройке высоких зданий до 8 этажей, т. н. венецианских небоскребов. В 1541 году к району добавилось Старое Гетто (итал. Ghetto Vecchio), а в 1633 году Новейшее Гетто (итал. Ghetto Novissimo). К этому времени еврейское население Венеции превышало 5000 человек и состояло из двух общин: ашкеназской и сефардской. Впоследствии в гетто существовали 5 синагог для различных еврейских общин.
В 1797 году Наполеон ликвидировал ворота Гетто, но после прихода австрийцев они были восстановлены. В 1866 году ворота были окончательно демонтированы.
До настоящего времени в Гетто сохранилась каменная плита (при входе с Фондамента ди Каннареджо), на которой разъясняется наказание, которому будет подвергнут крестившийся еврей, продолжающий тайно соблюдать иудейские обряды. На территории Гетто находится монумент жертвам Холокоста работы Арбита Блатаса, Еврейский музей, две действующие синагоги, кошерный ресторан и еврейская библиотека, один из средневековых банков Banco Rosso.

## Документальные фильмы
- 2016 — Венецианское гетто. Пять веков истории / Venedig und das Ghetto / 500 Jahre Ghetto von Venedig (реж. Клаус Штайндль / Klaus Steindl)